# Victor Brătulescu
Victor Brătulescu (n. 11 noiembrie 1899, sat Podu-Doamnei, com. Clejani, Jud. Vlașca - d. Ianuarie 1976, București) a fost un istoric și filozof român.

## Viața și activitatea
A urmat studiile secundare și universitare la București. În 1939 își obține doctoratul în litere și filozofie. Între 1924-1944 devine profesor secundar, funcționând în același timp la Comisia monumentelor istorice ca secretar-ajutor, director al colecțiilor Muzeului de artă religioasă și secretar-director (1938-1948). A fost un colaborator extern în colectivul ,,Inscripții" al Institutului de istorie ,,N. Iorga" (1951-1955).
Acesta a fost un specialist în istoria artei vechi românești, domeniu în care a publicat numeroase studii și monografii. Cele mai multe dintre acestea cuprind inscripții, însemnări și pomelnice de la diverse biserici și mănăstiri, precum și descrieri de monumente religioase de pe aproape întreg teritoriul României. Un loc aparte îl cuprinde teza sa de doctorat, apărută în 1939, în care prezintă miniaturile și manuscrisele din fostul muzeu de artă religioasă.

## Distincții
- Ordinul „Coroana României” în gradul de Cavaler (31 mai 1932)[2]

## Opera
- Mănăstiri și biserici din jud. Ilfov, București, 1935, 80 p. (în colaborare);
- Miniaturi și manuscrise din Muzeul de artă religioasă, București, 1941, 165 p. + 34 pl. + 1 h. (vol. XXXIV DIN B.C.M.I.);
- Frescele din biserica lui Neagoe de la Curtea de Argeș, București, 1942, 96 p. + 30 p.